# Starý patriciát
Pod pojmem starý patriciát (řidčeji radní patriciát) se obvykle rozumí ekonomicky, politicky a sociálně silná skupina měšťanů, kteří zásadním způsobem ovládali Staré Město pražské a Brno ve 13. a 14. století. Moc těchto městských rodů vzešla z podnikatelských aktivit během procesů vrcholně středověké transformace ve 13. století. Jednalo se především o rody německého původu, které byly navzájem příbuzensky propojeny. Jako starý se tento patriciát označuje v kontrastu s patriciátem, který se vytvořil ve větších českých městech v průběhu 14. až 15. století, jehož moc vycházela z jiných zdrojů a který již byl etnicky většinou českého původu.

## Vznik starého patriciátu
Během transformačních procesů, které v českých zemích proběhly především ve 13. století a ve svém důsledku přetvořily raně středověký přemyslovský stát ve stát vrcholně středověký, vzniklo dostatečné množství příležitostí, které pomohly schopným jedincům akumulovat nezvyklé množství hmotného bohatství a zároveň získat společenské postavení spojené s výkonem moci. V některých českých městech se vytvořila skupina měšťanských rodů, u kterých se předpokládá, že své bohatství získaly z podnikatelské činnosti spojené s nálezy drahých kovů a z činnosti spojené se zakládáním nových měst. Dalším zdrojem jejich zisků mohla být obchodní činnost zdárně se rozvíjející spolu s vytvořením a rozšířením horních společenských vrstev ochotných platit za dovážené luxusní zboží. Vedle toho je pravděpodobné, že částečně nově vznikající starý patriciát těžil i z finančních transakcí a půjček a podílů na kutnohorských atd. dolech a mincovnách. Přestože jednotlivé rody sídlily v určitém městě, je zřejmé, že se jejich podnikatelská a obchodní činnost často rozvíjela po celém území českého státu. Výrazné jsou především vazby pražského patriciátu na kutnohorské podnikání. 
Na Starém Městě pražském mezi nejdůležitější patricijské rody patřili Olbramovci, Velflovci, Kokotovci, Volframovci, rod Od Kamene, Rokczaneři, Štukové, Beneschaweři, rod z Chebu a některé další.

## Moc starého patriciátu
Velká část starého patriciátu pravděpodobně časem ustala s obchodními aktivitami a stali se z nich v podstatě rentiéři, kteří žili z pronajímání stavebních parcel nebo domů na nich vystavěných ostatnímu obyvatelstvu. Tato ekonomická, ale i právní převaha (vlastník domu či parcely, ze které platil rentu, nemohl s těmito volně disponovat) vedla k v podstatě závislému postavení chudších obyvatel měst na těchto patriciích.
Jednotlivé patricijské rody podporované svými klienty často bojovaly i násilnými prostředky o moc ve městě a o účast na městské radě nebo i městské obci. Obvykle, jak je prokázáno především opět v Praze, drželi pevně ve svých rukou i obsazení úřadu rychtáře.
Na počátku 14. století se patricijské rody cítily natolik silné, že se požadovaly i účasti na celozemské vládě. Už za Václava II. někteří jejich členové seděli v královské radě. Po roce 1306 jejich vliv na celozemské záležitosti posílil. Z důvodů kodifikace svého postavení (tak, jak se ho dostalo domažlickými dohodami šlechtě v roce 1318) patriciát podnítil nakonec neúspěšnou vzpouru proti Janu Lucemburskému v roce 1319. Po tomto pokusu se patriciát jako celek nadále na celozemské moci nepodílel a po příchodu Janova syna Karla do Čech i jeho moc v Praze poklesla.

## Zánik starého patriciátu
Starý patriciát zanikl během pravděpodobně 2. poloviny 14. století. Částečně tyto staré rody vymřely, část z nich si zakoupila statky na venkově, kam postupně přesunuly svoji působnost a postupně splynuly s místní šlechtou. V Brně přišel starý patriciát o moc převratem v roce 1363.